# 对我而言危险的他
《對我而言危險的他》（英語：My Lethal Man），2023年網路偶像劇，懸疑愛情故事。2021年11月26日在廈門開機拍攝，由導演初的見執導，樊治欣、李墨之領銜主演，程方媛編劇，2023年1月13日起於愛奇藝平台開播。LiTV 線上影視同步上架。

## 劇情
藝術大學設計系大學生沈漫寧因長像與出身名門的莊心妍相同，意外捲入莊家的家族鬥爭，此時神秘的男人嚴星呈帶著沈漫寧走進莊家，以莊心妍的名義對抗爭權奪產的幕後黑手。

## 反響
自2023年1月13日開播以來，《對我而言危險的他》引發熱烈迴響，男女主角樊治欣、李墨之也隨之人氣高漲，劇中所有演員於2月2日晚間合體直播，男女主角一度衝上微博熱搜榜。

## 演員
| 演員   | 主角         | 介紹 | 配音   |
| 樊治欣 | 嚴星呈/ 嚴翊 | 十歲起因家逢劇變，在海外獨自生活十七年，以嚴星呈之名回國尋找親妹妹莊心妍，本名嚴翊，是莊美宣的兒子。喜歡沈漫寧。 | 原音   |
| 李墨之 | 莊心妍       | 莊美宣的女兒，嚴翊的親妹妹，因故車禍過世。                                                                       | 路小曼 |
| 李墨之 | 沈漫寧       | 與莊心妍素不相識、面貌相同。在嚴星呈的安排下，頂替莊心妍身分接手藍海集團。                                       | 李詩萌 |
| 邱鼎傑 | 原帥         | 嚴星呈的助理。身手非常好。面無表情不喜歡說話。                                                                   |        |
| 王旭東 | 方想         | 嚴星呈的助理，電腦程式高手。對美娜一見鍾情。                                                                     |        |
| 李欣燃 | 饒美娜       | 沈漫寧的閨蜜。與沈曼寧一同在義大利藝術學院留學，後也進入藍海集團擔任助理實習生。                                 |        |
| 李奕臻 | 湯琳         | 工作室CEO。流光集團董事長湯祁的妹妹。從小因身體不好，是被哥哥捧在手心上的小公主，生性傲嬌，喜歡嚴星呈。          |        |
| 常喆寬 | 林慕帆       | 藍海集團設計師。莊家管家的兒子，莊心妍小時候的玩伴，在義大利時因錯認見過沈曼寧一面，因而懷疑回國後的沈曼寧身分。 |        |
| 康正燾 | 湯祁         | 流光集團董事長，與藍海集團為競爭關係。                                                                           |        |
| 梁國榮 | 莊承安       | 藍海集團董事長，大女兒一家車禍事故後，為了孫女莊心妍的安全便將其送出國藏起來，生病後希望將集團繼承權交給莊心妍。 |        |
| 李之繁 | 莊家凱       | 莊采宣的兒子，任職於藍海集團。一心想爭奪藍海集團繼承權。                                                         |        |
| 曾韻蓁 | 莊采宣       | 莊家二小姐，從小被莊董事長收養，非莊董事長親生。                                                                 |        |
| 王蕊   | 莊美宣       | 莊家大小姐，莊心妍、嚴翊的媽媽。車禍後失蹤。                                                                     |        |

## 原聲帶
| 歌曲 | 歌曲                         | 歌曲           | 歌曲   | 歌曲   | 歌曲       |
| 曲序 | 曲目                         | 作詞           | 作曲   | 演唱   | 備註       |
| ---- | ---------------------------- | -------------- | ------ | ------ | ---------- |
| 1.   | 《危險的他》                 | 潘群           | 潘群   | 薩吉   | 主題曲     |
| 2.   | 《平行世界》                 | 潘群           | 潘群   | 金貴晟 | 片尾曲     |
| 3.   | 《想在你左右》               | 陳啟龍         | 鄭冰冰 | 金貴晟 | 情感主題曲 |
| 4.   | 《黑耀》                     | 予觸           | 鄭冰冰 | 袁莉媛 | 插曲       |
| 5.   | 《CaII out to me（呼喚我）》 | 孫雪菲         | 鄭冰冰 | 汪茜   | 插曲       |
| 6.   | 《鏡中窺我》                 | 徐成           | 鄭冰冰 | 鄧佳坤 | 插曲       |
| 7.   | 《逝去的》                   | 張鵬鵬、那廣子 | 週以力 | 那廣子 | 插曲       |
| 8.   | 《小任性》                   | 祁聖翰         | 祁聖翰 | 祁聖翰 | 插曲       |